# 알레산드라 파나로
알레산드라 파나로(Alessandra Panaro, 1939년 12월 14일 ~ 2019년 5월 1일)는 이탈리아의 배우이다.

## 개인사
파나로는 이탈리아-이집트 은행가 장 피에르 사베(Jean-Pierre Sabet)와 결혼했다. 사별 후 1992년 배우 지안카를로 스브라기아(Giancarlo Sbragia)와 결혼했다.
2019년 5월 1일 제네바에 있는 자택에서 79세의 나이로 사망했다.

## 참여 작품
- 로코와 그 형제들